# Henry Jacques Le Même
Henry Jacques Le Même (17 octobre 1897 à Nantes - 17 février 1997 à Megève) est un architecte français surtout connu pour ses réalisations à Megève (Haute-Savoie).

## Biographie
Henry Le Même est le fils de Henry Ange Le Même, docteur en médecine, et de Marie Hermance Suzanne Savatier.
Inscrit à l'École des beaux-arts de Nantes (1915-1917), il est élève de Jean-Louis Pascal, puis d’Emmanuel Pontremoli à l'École nationale supérieure des beaux-arts. Il a, entre autres, pour condisciple et ami Pol Abraham avec lequel il réalise plusieurs projets, notamment les grands sanatoriums du plateau d'Assy sur la commune de Passy en Haute-Savoie. Lauréat en 1923 du prix Rougevin, il devient collaborateur de Pierre Patout et de Jacques-Émile Ruhlmann. Ce dernier lui apporte beaucoup dans la connaissance de son métier. Il est membre de l'association créée pour la commémoration de l'œuvre de Jacques-Émile Ruhlmann et lui rend hommage le 7 mars 1984 dans une conférence à l'Institut "Mes années chez Ruhlmann 1923 - 1925". Architecte en chef de la reconstruction et de l'urbanisme pour le département de la Savoie (1945-1950), il est nommé architecte des bâtiments civils et palais nationaux en 1951. Il meurt le 17 février 1997 dans sa centième année.

## Carrière
En 1925, il vient vivre et ouvrir son agence à Megève qu’il refuse toujours de quitter pour s’installer à Paris, malgré les projets qui l’appellent de plus en plus souvent en dehors de sa Haute-Savoie adoptive. En 1925, il est recommandé par l'industriel Adolphe Beder auprès de la baronne Noémie de Rothschild qui lui commande un chalet à Megève. En 1926, elle lui passe donc la commande d'« Un chalet qui ressemble aux fermes du pays mais avec un intérieur très confortable, avec de grandes fenêtres ouvertes sur les paysages, une vraie cheminée, un porche abrité des tempêtes et un ski-room pour farter les skis. ». Celui-ci réalise un chalet-skieur, avec un sous-sol réservé aux domestiques avec un ski-room, un rez-de-chaussée accueillant les pièces de service, un 1er étage avec les pièces à vivre, souvent accessible depuis l'extérieur, et dans les combles, les chambres. Henry jacques Le Même créé alors le style "chalet du skieur " . C'est un succès. En 1927, il travaille pour la Société française des hôtels de montagne et dresse la même année les plans du chalet de la princesse Angèle de Bourbon sur le mont d'Arbois, toujours sur la commune de Megève. Le Même est associé par Pol Abraham à la conception du sanatorium de Plaine-Joux (non réalisé), et collabore avec Lucien Bechmann au sanatorium de Praz Coutant, en 1930.
En 1929, il obtient son diplôme d'architecte pour un projet de chalet à Megève et construit sa propre maison : située chemin du Calvaire, elle est reconnaissable à sa silhouette pure ocre-rouge et son inclinaison résolument contemporaine, en hommage à Le Corbusier. Il est aussi l'architecte de l'hôtel Albert Ier, toujours à Megève,, du sanatorium du Roc-des-Fiz (1929), de celui de Guébriant (1932) et du sanatorium Martel de Janville (1932-37), tous trois construits sur le plateau d'Assy à Passy, qui sont des œuvres conçues en collaboration avec Pol Abraham. Par leur rationalité et leur modernité sans compromission, ces équipements de santé comptent parmi les jalons majeurs de l'architecture contemporaine en France et participent activement de la définition des grands ensembles de logements de l’après-guerre. Dans la perspective de l'Exposition internationale des arts et des techniques dans la vie moderne de 1937 à Paris, Le Même se voit confier par le service des Eaux et Forêts la construction très remarquée du Palais du Bois français et des pavillons de la Savoie, pour lequel il recevra le « Prix d'Architecture régionale ».

La demeure de l'architecte,.

Dans l'Entre-deux-guerres, il est un des inventeurs d’une nouvelle villégiature de montagne, inventant et développant une nouvelle relation entre le villégiateur et la vie montagnarde, sans copier l'ancien. Son terrain de prédilection et de création est Megève, où il bâtit sa maison (1928). Celle-ci est de facture Le Corbusier. Son œuvre, extrêmement féconde, faite d'élégance et de sensibilité[réf. souhaitée], se confond de fait avec le développement de l'architecture en montagne. Entre la fin des années 1930 et le lendemain de la Seconde Guerre mondiale, Le Même reçoit de nombreuses commandes de chalets et d'hôtels à Megève, dont il contribue à façonner la physionomie paysagère. Il est l'architecte de plus de deux cents chalets dont celui du peintre Georges Gimel en 1934 et dont le dernier date de 1982, pour Marcel Dassault. Son œuvre a grandement contribué à donner au village une identité visuelle.
Entre 1942 et 1970, il est conseiller technique du ministère de l'Éducation nationale pour les constructions scolaires et sportives en Savoie et en Haute-Savoie et il construit à ce titre de nombreux établissements, qu'il s'agisse des lycées de Briançon (1958-1960), d'Évian (1961-1963, en collaboration) ou encore ceux de Gap (1966-1968) et de Cluses (1966-1968). Son œuvre devait profondément marquer la définition de l'habitation individuelle en montagne dans la première moitié du XXe siècle. Alors que les grandes stations se multiplient dans les années 1960-1970, Megève demeure le symbole de l'art de vivre en montagne d'une société brillante à laquelle Le Même offrit son identité architecturale.

## Distinctions
- Officier de la Légion d'honneur
- Officier de l'ordre des Arts et des Lettres